# منتخب ساموا للكريكت
منتخب ساموا للكريكت هو ممثل ساموا الرسمي في المنافسات الدولية في الكريكت .